# Henry McCubbin
Henry Bell McCubbin (ur. 15 lipca 1942 w Glasgow, zm. 13 listopada 2023) – brytyjski (szkocki) polityk i operator, poseł do Parlamentu Europejskiego III kadencji.

## Życiorys
Absolwent szkoły średniej Allan Glen’s School, uzyskał honorowy tytuł Bachelor of Arts na The Open University. Pracował jako operator kamery dla BBC, w 1977 przeszedł do Grampian Television. W 1989 wybrany na posła do Parlamentu Europejskiego z ramienia Partii Pracy, przystąpił do frakcji socjalistycznej. Był wiceprzewodniczącym Delegacji ds. stosunków z Bułgarią, Rumunią i Albanią, należał też do Komisji ds. Rolnictwa, Rybołówstwa i Rozwoju Wsi.
W 1994 ubiegał się o stanowisko europejskiego rzecznika praw obywatelskich. Kierował biurem ds. europejskich w administracji Wielkiego Manchesteru. W 1999 opuścił laburzystów w proteście przeciwko operacji Desert Fox i nalotom na Jugosławię, w kolejnych latach wspierał kandydatów Szkockiej Partii Socjalistycznej i Szkockiej Partii Zielonych. Był jednym z założycieli i członków komitetu redakcyjnego czasopisma „Scottish Left Review”.